# یواس‌اس سن خوزه (ای‌اف‌اس-۷)
یواس‌اس سن خوزه (ای‌اف‌اس-۷) (به انگلیسی: USS San Jose (AFS-7)) یک کشتی است که طول آن ۵۸۱ فوت (۱۷۷ متر) می‌باشد. این کشتی در سال ۱۹۶۹ ساخته شد.